# 聯合國安全理事會第702號決議
联合国安全理事会第702号决议，于1991年8月8日未经投票而获得通过，在分别审议朝鲜民主主义人民共和国（朝鲜）和大韩民国（韩国）两国的联合国成员申请后，决定向大会推荐同时接纳两国为会员国。
1991年9月17日，联合国大会通过第46/1号决议，正式接纳两国为会员国。